# 史蒂夫·福利
史蒂夫·福利（英語：Steve Foley，1957年7月11日—），澳大利亚男子跳水运动员。他曾代表澳大利亚参加1978年、1982年和1986年英联邦运动会跳水比赛，获得二枚银牌。他也曾参加1976年、1980年和1984年夏季奥林匹克运动会。